# Janalynn Castelino
Janalynn Joseph Castelino (18 de octubre de 1998) es una cantante de pop. R&B, compositora y médica estadounidense. Canta en inglés, italiano, espanõl, latín e hindi.

## Primeros años
Nació de padres católicos, Lorna y Joseph Castelino. Tiene ascendencia italiana e india. A temprana edad se involucró en las artes escénicas, cantando en el coro de la iglesia y participando en concursos de canto en la escuela. Es médica calificada.

## Carrera
Comenzó a ganar reconocimiento en 2018 después de subir videos de ella misma interpretando versiones de canciones populares en YouTube. Su video musical Binte Dil (Love Ballad) ha obtenido más de 22 millones de visitas en YouTube.
En 2021, Castelino habló sobre la próxima música en una entrevista con American Songwriter Network. La revista Italics la citó como una 'voz auténtica' en su edición digital de 2021.

### 2023: Carrera musical
Janalynn lanzó su sencillo folk italiano 'Bella Ci Dormi' el 4 de agosto de 2023.La producción de la canción combinó músicas del mundo con folk italiano. La pista fue grabada en dialecto siciliano.El mismo año, lanzó una interpretación conmovedora de 'O Come All Ye Faithful' para la Navidad de 2023.

### 2024: Música Religiosa y single debut español 'Drama'
En el primer trimestre de 2024, Janalynn se centró en la música religiosa. Lanzó 3 sencillos consecutivos para la Cuaresma, incluidos Parce Domine, Jesu Salvator Mundi y The Old Rugged Cross.
Más tarde, ese mismo año, el sencillo pop de Janalynn, 'Drama', fue lanzado en todo el mundo el 20 de septiembre, haciendo su debut en español.

### 2025: Expansión a la carrera Pop
Janalynn lanzó el sencillo pop 'But Without You' el 21 de marzo de 2025. Su composición fue considerada emotiva, mientras que su voz recibió elogios de los críticos musicales por ser poderosa y expresiva al mismo tiempo.

## Discografía
Canciones
- Fire on Fire - 2020
- Silent Night - 2022
- Bella Ci Dormi - 2023[5]
- O Come All Ye Faithful - 2024
- Jesu Salvator Mundi - 2024
- The Old Rugged Cross - 2024
- Parce Domine - 2024
- Drama - 2024[18][19]
- But Without You - 2025